# Sava

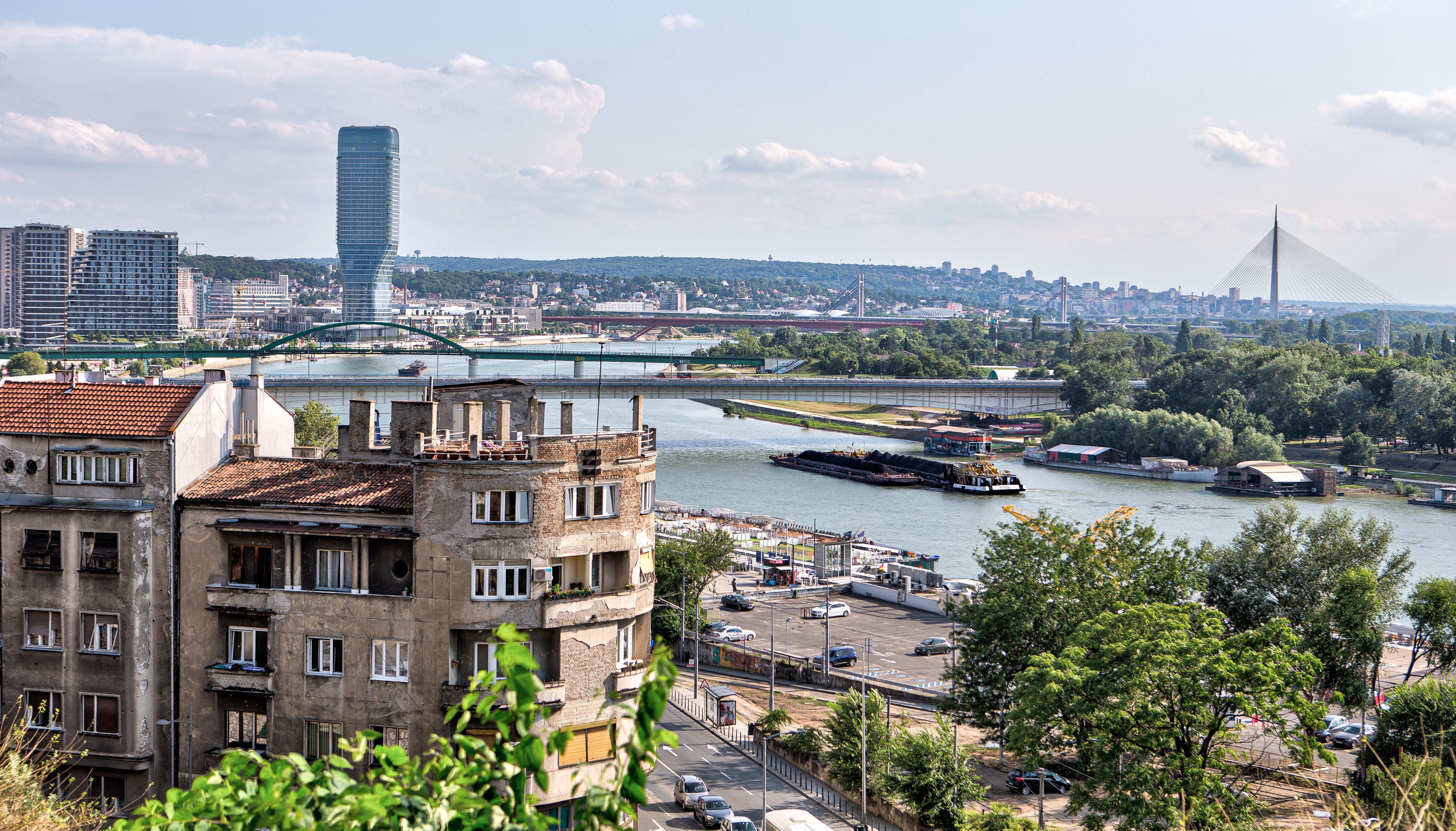
Sava strax uppströms från sammanflödet med Donau i Belgrad i Serbien.

Sava eller Save (bosniska/kroatiska/slovenska Sava/ Сава) är en biflod från höger till Donau i Sydeuropa. Längden är 990 km (inklusive källflöden) och avrinningsområdet cirka 96 000 km². Den rinner upp i Krain i sydöstra Alperna och flyter genom Slovenien, Kroatien, Bosnien-Hercegovina (som del av gränsen mot Kroatien) och Serbien och rinner ut i Donau vid Belgrad. Medelflödet vid mynningen i Donau är 1 722 m³/s. Savas största biflöde är Drina.
Sträckningen nedanför bifloden Unas utlopp utgjorde 1699–1718 och 1739–1878 gränsen mellan de habsburgska och osmanska rikena och är en av de mest markanta kulturgeografiska gränserna i Europa.